# 칼소이섬
칼소이섬(페로어: Kalsoy, 덴마크어: Kalsø 칼쇠[*])은 페로 제도의 섬 중 하나이다.